# دانيال ستوكى
دانيال ستوكى هو لاعب كرة قدم سويسري في مركز الدفاع، ولد في 22 سبتمبر 1981 في سويسرا. لعب مع نادي زيورخ.

## وصلات خارجية
- دانيال ستوكى على موقع قاعدة بيانات كرة القدم.إي يو (الإنجليزية)
- دانيال ستوكى على موقع Soccerway.com (الإنجليزية)